# La notte di un nevrastenico
La notte di un nevrastenico è un'opera lirica di Nino Rota su libretto di Riccardo Bacchelli. Composta nel 1950, l'opera venne rappresentata solo dieci anni dopo, l'8 febbraio 1960,  alla Piccola Scala di Milano. L'opera non ebbe un buon successo, e soffrì il paragone con l'opera più famosa di Rota, Il cappello di paglia di Firenze, e venne giudicata meno buffa e simpatica della precedente.

## Trama
In un albergo un nevrastenico con problemi di insonnia ha prenotato, oltre alla sua camera, anche le due adiacenti. Poiché siamo nell'affollato periodo della Fiera campionaria, il portiere, per avidità, concede le due camere confinanti a un commendatore e a una coppia di amanti, raccomandando loro il silenzio. Ma il nevrastenico non sopporta il minimo rumore e irrompe nella stanza del commendatore, chiamando il personale. Calmatosi, sta per addormentarsi, quando avverte le effusioni amorose degli amanti nell'altra stanza: si precipita ancora a protestare, poi convoca di nuovo il personale, quasi dando fuori di matto. Finalmente, cacciati gli intrusi, si avvia a letto ma il cameriere bussa per la colazione: è mattina.